# Circonscription de Bediesa
La circonscription de Bediesa est une des 177 circonscriptions législatives de l'État fédéré Oromia, elle se situe dans la Zone Ouest Hararghe. Son représentant actuel est Getachew Dada Bedane.